# Jo van Gastel
Johannes Jacobus „Jo” van Gastel, Jr (ur. 5 stycznia 1887 w Tilburgu, zm. 5 marca 1969 tamże) – holenderski łucznik, mistrz olimpijski. Syn Johannesa, także łucznika.
Van Gastel startował na Letnich Igrzyskach Olimpijskich 1920 w Antwerpii. Podczas tych igrzysk sportowiec wraz z holenderską reprezentacją zdobył złoty medal w celu ruchomym z 28 metrów. Wśród holenderskich łuczników Van Gastel miał jednak zdecydowanie najgorszy wynik (332 punkty). Jednak cała ośmioosobowa drużyna zdobyła 3087 punktów, wyprzedzając drugą Belgię o ponad 160 oczek. Była to jedyna konkurencja olimpijska, w której startował.